# Hrvatski prefiksi
| Prefiks                      | Značenje |
| ---------------------------- | --- |
| bez-, be-, bes-, beš-, beza- | Za tvorbu imenica znači nedostatak, nijekanje ili suprotnost onoga što znači osnovna imenica (bespolnost; bezbroj), a pridjeva znači da tko ili što nema ono što znači osnovni pridjev (bešuman; bešćutan; bezazlen) |
| iz-, is-, iza-               | Kao dio glagola izriče napuštanje ograničenog prostora (izići), odvajanje (isključiti), kretanje prema vrhu (ispeti se), izvođenje radnje u svim smjerovima na cijelom objektu (izbrazdati; izraniti), promjenu položaja koja znači oprečnost (izvrnuti), dobivanje (izboriti), dovođenje radnje do krajnje granice, do završetka (ispeći), radnju koja se izvršava na svima redom ili koja obuhvaća cijelo mnoštvo (izvarati; izumrijeti), uz glagole nesvršenog vida radnju koja se obavljala mnogo puta do krajnje mjere u količini (ispromašivati se često i mnogo puta promašiti; napromašivati se) |
| među-                        | Kao prvi dio riječi znači da se nešto nalazi između dijelova onoga što je rečeno drugim dijelom ili između toga i drugoga čega (međuigra; međukat), da se ono što je označeno drugim dijelom odnosi na više takvih jedinki (međunarodni; međuzonski) |
| na-                          | Prefiks koji u složenim glagolima označuje izvršenje radnje (napisati), nepotpuno izvršenje radnje (nagorjeti), kao prvi dio glagola zadržava odnos radnje izvršene odozgo (natrčati, naskočiti), u nesvršenom povratnom glagolu u zn. radnje izvršene u najvećoj mjeri ili preko mjere (napjevati se; našetati se), u složenim pridjevima označuje nepotpuno izraženu osobinu ili svojstvo (nagluh) |
| nad-, nat-                   | U glagolskim riječima pokazuje da se radnja vrši iznad čega (nadlijetati), da se radnja vrši u jačem intenzitetu od istovrsne radnje (nadvikati), u imeničkim i pridjevskim riječima pokazuje više ili veće (nadšumar; nadljudski; natkriven) |
| ne-                          | Kao prvi dio složene riječi negira ono što znači, pridjev (nevažan), imenica (nečovjek; nepažnja), uz pozitiv trpnog pridjeva znači nedovoljno izvršenu radnju ili radnju koja nije dovedena do učinka koji je potreban ili koji se obično pretpostavlja (nepečen = nedovoljno pečen; nekuhana hrana = nedovoljno kuhana; nekuhano voće = sirovo voće), uz pozitiv pridjeva sa značenjem kakvo je što znači prema kontekstu nedovoljno izraženo ili potpuno neizraženo svojstvo (slan, neslan), izriče neodređenost onoga što znači zamjenica (nešto), uspostavlja negiran oblik pridjeva radnog u korelaciji (imao nemao kao posebnu riječ prema uobičajenom negiranom; (imao ne imao, vidio ne vidio), kao prvi dio uz glagolsku imenicu i posvojni pridjev znači predikat aktivni (njegovo nepristajanje = on ne pristaje), uz glagolsku imenicu znači opreku onome što znači glagolska imenica (nepostojanje)    |
| o-, ob-, op-                 | Označava materijalno obuhvaćanje predmeta radnjom, okruživanje i prostiranje oko predmeta (okružiti; obasuti; opkopati), nematerijalno (opjevati; obuzeti; opčiniti), dovođenje u stanje izvršenjem radnje (ohrabriti prema hrabriti; osakatiti prema sakatiti), opskrbiti, opteretiti, izložiti postupku itd. (osedlati; olistati), završiti radnju (oprasiti, ojanjiti (o rasplođivanju), izvršiti radnju po površini ili na gornjem dijelu čega, bez obzira na to postoji li osnovni glagol (ogrepsti prema grepsti; okrznuti nema gl.), biti obuhvaćen radnjom glagola, doveden u stanje (obamrijeti prema mrijeti; obiknuti nema gl.), uz pozitiv i komparativ pridjeva znači prisutno svojstvo koje ne dominira u zn. onoga što pridjev znači (omalen prilično malen; oblesav prilično blesav) |
| od-, ot-                     | Kao dio glagola izriče odvajanje, udaljavanje, odstranjivanje (otići; odbaciti) ili radnju uzvraćanja ili oprečnu glagolu (odazvati; odmoći) izvršenje radnje do kraja ili okončanje stanja (odsvirati; odspavati). |
| po-                          | U imenicama pokazuje da osnovna imenica ima djelomično, a ne stvarno svoje poznato značenje (pomajka), u priložnim ublažava značenje riječi (podosta podalje), u glagolskim označava početak gl. radnje (potrčati), da je radnja osnovnog glagola dokraja izvršena (potrošiti), radnju ili stanje izvršeno u manjoj mjeri (poraditi), radnju koja se vrši ili je izvršena uzastopno ili na više objekata (potrijebiti), radnju koja ima distributivno obilježje (porazmjestiti), promjenu na ono što znači imenica od koje je načinjen glagol (poimeničiti), radnju koja se vrši po površini (poravnati) |
| pod-, pot-                   | Za tvorbu glagola i znači a. vršenje radnje odozdo, na donjoj strani (podmetnuti), pravac radnje odozdo (potprašiti), predodžba pravca radnje odozdo (podjariti; potkupiti), dovođenje pod što u stanje podređenosti, zavisnosti, pod čiju vlast (podjarmiti), za tvorbu imenica i pridjeva, sa značenjem onaj koji se nalazi, koji je smješten ispod čega (podzemlje), onaj koji se nalazi s donje strane čega (potkoljenica), onaj koji predstavlja dio, odjeljak neke cjeline u predodžbi podređenosti ili vertikalne hijerarhije (pododbor; potpredsjednik), ono što je donji sloj čega (podsvijest), ono što se vremenski veže uz završne faze (podjesen; podnoć) |
| pra-                         | Kao prvi dio riječi znači početni, prvotni, iskonski stupanj čega, veliku starinu čega ili srodstvo u trećem koljenu prema uzlaznoj ili silaznoj liniji |
| pre-                         | U tvorbi glagola izražava pravac, smjer radnje, kretanje iz jednog mjesta u drugo, s jedne strane čega na drugu, kroza što, preko čega (pretrčati), pretvaranje, prevođenje iz jednog stanja u drugo (pretopiti), ponavljanje radnje iznova ili drukčije (prepričavati), vršenje radnje u nepoželjno velikoj mjeri, s negativnim učinkom (prepeći; pretjerati), podjelu čega nadvoje ili više (pregraditi), provođenje vremena preko cjeline pojma (prenoćiti), radnju u maloj mjeri (predahnuti), konačnost radnje (prestati) U tvorbi pridjeva veću količinu poželjnog svojstva (prelijep), količinu svojstva koja je veća od potrebne ili poželjne (predebeo), lažno ili pretjerano izražen u zn. pridjeva (prevažan = velevažan, tobože važan, kao važan) |
| pred-                        | U tvorbi glagola izriče radnju koja je prije čega, kojom se pretpostavlja nešto što će se kasnije dogoditi (prethoditi), u tvorbi pridjeva: koji biva, koji se događa, prije, ranije, koji prethodi čemu (pretpotopan), u tvorbi imenica mjesto u neposrednoj blizini s prednje strane čega ono što dolazi, što se stavlja ispred čega, ono što prethodi čemu (predjelo) |
| pri-                         | Uz glagol označava primicanje, približavanje, dodirivanje (primaknuti; pristati; prionuti), sastavljanje, spajanje, pričvršćivanje (pričvrstiti; pribosti; prikovati; prišiti; privezati), zbijanje, sabijanje (prignječiti; pritisnuti), dodavanje, dopunjavanje (pribrojiti; pridružiti; priključiti; priložiti; pripisati), dovođenje kretanja do cilja (privesti; prići; priletjeti), dovođenje radnje do određenog rezultata (primorati; prinuditi; prisiliti), upravljanje radnje prema sebi, u svom interesu (primamiti; privući; pritegnuti; prisvojiti), nepotpunost učinka radnje (prigušiti). Uz imeničku osnovu označava mjesto pokraj ili oko čega, graničenje s čim (primorje; primorski), nešto što je podređeno ili usputno (prikolica; primirje; prizvuk), uz pridjev označuje svojstvo blisko u manjoj mjeri osnovi, koji nije potpun, koji je više ili manje blizu potpunosti (priglup; priprost) |
| pro-                         | U tvorbi glagola označava kretanje kroz što, između čega (probiti; progurati), radnju koja ima za posljedicu kakav otvor, pukotinu, trag (probušiti; progristi; prorezati), naglo kretanje kroz što, pokraj čega, mimo, pokraj koga, čega (proći; projuriti), proces kroz koji što prolazi u punom opsegu radnje, završnost radnje (prokuhati; proučiti), ograničenost trajanja radnje koja je prošla kroz što ili se izvršila u cjelini, koja je prožela čime koga/što (prosjediti; propasti; prokisnuti), početak radnje ili stanja (progovoriti; procvasti) U tvorbi imenica i pridjeva označava nepotpunost osobine ili pojave izražene imenicom ili pridjevom (prodolina; prohladan) |
| raz-, ras-, raš-, raza-      | U glagolima označava dijeljenje, odvajanje, međusobno udaljavanje jedinki skupa ili dijelova cjeline; lomljenje, raspadanje, rasipanje čega (razaslati; razbiti; razbježati se; rastjerati; razdioba), radnja oprečna radnji izraženoj osnovnim glagolom (razmrsiti; razoružati), širenje čega, uvećavanje obujma, opsega, veličine čega (razbujati se; razrasti se), dostizanje punog intenziteta nekog procesa (razbuktati se; raspričati se), nastanak stanja (razbješnjeti se; razdražiti se), oduzimanje čega, lišavanje čega, prestanak stanja (razbaštiniti; raspopiti), unošenje promjene u neko stanje prema značenju osnovne riječi (razblažiti; razvodniti; razbuditi; razdaniti se) |
| s-, sa-, z-                  | U tvorbi glagola znači uklanjanje (skinuti; zbaciti), sastavljanje (sljubiti se; sastaviti), skupljanje, gomilanje (združiti), rezultat, izvršenje radnje u potpunosti (zgaziti; speći; smekšati; suziti), u tvorbi priloga označava mjesto vršenja radnje (zdesna; sprijeda) |
| su-                          | U tvorbi imenica izražava socijativnost uz ravnopravnost imenica tvorenih od glagola (su + govornik), socijativnost uz ravnopravnost u tvorbi od već postojećih imenica (su + vlasnik, su + vremenik], kod glagolskih imenica približavanje, spajanje (suradnja), bliskost, srodnost, sličnost sa značenjem osnovne riječi (sumrak). U tvorbi glagola izražava približavanje, spajanje (sudjelovati; surađivati; susresti), slabljenje radnje (sustati).U tvorbi pridjeva ublaživanje, umanjivanje (pijan, supijan). |
| u-                           | Kao prefiks složenih glagola i njihovih izvedenica, kojima se označava prodiranje pod površinu čega (urezati; uvući), dospijevanje u što, u unutrašnjost čega (ugnijezditi se), potpuno obuhvaćanje takvom glagolskom radnjom (uplesti), izvršenje glagolske radnje (ubrati), razvijanje osobine koju označava pridjev u osnovi (ubrzati), prvi dio priloga drugih složenica nastalih od konstrukcije padeža s prijedlogom u (uoči; unazad), uz zb. broj dvoje i dalje znači način provođenja radnje s onoliko subjekata koliko je u osnovi (udvoje; utroje; učetvero) |
| uz-                          | Za tvorbu glagola označava smjer kretanja odozdo naviše (uspeti se uzbrdo), intenzivan početak glagolske radnje ili početnu svršenost (ushodati se), tvori perfektivni prezent za moment u budućnosti (uzmognem) |

## Vanjske poveznice
- Hrvatski jezični portal